# Långareds socken
Långareds socken i Västergötland ingick i Kullings härad, ingår sedan 1974 i Alingsås kommun och motsvarar från 2016 Långareds distrikt.
Socknens areal är 90,10 kvadratkilometer varav 72,17 land. År 2000 fanns här 1 868 invånare.  Småorterna Lo och Kullen samt småorten Långared med sockenkyrkan Långareds kyrka ligger i socknen.

## Administrativ historik
Socknen har medeltida ursprung. 
Vid kommunreformen 1862 övergick socknens ansvar för de kyrkliga frågorna till Långareds församling och för de borgerliga frågorna bildades Långareds landskommun.  Landskommunen inkorporerades 1952 i Bjärke landskommun som upplöstes 1974 då denna del uppgick i Alingsås kommun. Församlingen uppgick 2006 i Bjärke församling. 1975 införlivades området Brobacka och Österäng med omnejd, jämte norra delen av Östads by (Östads säteri med omnejd, tidigare kallat Överbyn) till Långareds församling i Alingsås kommun från Östads församling i Lerums kommun och Göteborgs stift.
1 januari 2016 inrättades distriktet Långared, med samma omfattning som församlingen hade 1999/2000.
Socknen har tillhört län, fögderier, tingslag och domsagor enligt vad som beskrivs i artikeln Kullings härad.

## Geografi och natur
Långareds socken ligger norr om Alingsås med sjön Anten i norr och Mjörn i söder. Socknen är en odlingsbygd i öster och kuperad skogsbygd i väster i gränsen mot Risveden. Andra nämnvärt stora insjöar är Hälsingen och Hundsjön.
Väster om sjön Anten, nära Anten-Gräfsnäs museijärnväg, skär länsväg 190 genom socknen. Mellan sjöarna avtar länsväg 180 österut mot Alingsås.
Västergötland-Göteborgs Järnväg (VGJ / Västgötabanan) hade 1900-70 stationerna Mjörnsjö (vid Östads säteri) och Anten (vid byn Ålanda) samt hållplatsen Kvarnabo, strax söder om Gräfsnäs i Erska församling.
Det finns två kommunala naturreservat i socknen: Brobacka och Loholmen. Det senare utgörs av en ö i Anten och förvaltas av Alingsås kommun. I Brobacka finns ett naturum. Dessutom finns naturvårdsområdet Idåsen. Ödetorpet Idåsen från 1647 är Risvedens högsta punkt (201 meter över havet).
På ön Loholmen finns ruinerna av det medeltida Lo slott, föregångare till Gräfsnäs slott i Erska socken. 1975 överfördes Östads säteri från Östads socken i Ale härad/Lerums kommun.

## Fornlämningar
Cirka 20 boplatser, lösfynd och fyra hällkistor från stenåldern är funna, liksom tre gravfält från järnåldern.

## Befolkningsutveckling
Befolkningen ökade från 1 240 år 1810 till 2 371 år 1880 varefter den minskade till 1 026 år 1970 då den var som minst under 1900-talet. Därefter vände folkmängden uppåt igen till 1 789 år 1990.

## Namnet
Namnet skrevs 1491 Langarwdh och kommer från kyrkbyn. Namnet innehåller lång och ryd, 'röjning'.